# Zotalemimon subglabrata
Zotalemimon subglabrata är en skalbaggsart som först beskrevs av J. Linsley Gressitt 1938.  Zotalemimon subglabrata ingår i släktet Zotalemimon och familjen långhorningar. Inga underarter finns listade i Catalogue of Life.